# Jaromír Volf
Jaromír Volf (1. února 1954 Jablonec nad Nisou) je vysokoškolský pedagog a vědecký pracovník působící v oborech technické kybernetiky, elektrotechniky, řídící techniky a robotiky. Je autorem desítky odborných publikací a spoluautorem prvního a pátého svazku populárně-naučných knih společně nazvaných Vědci, vynálezci a podnikatelé v českých zemích, které mapují životní osudy a hlavní přínosy významných osobností československé historie.

## Život
Jaromír Volf se narodil 1. února 1954 v Jablonci nad Nisou. Středoškolská studia absolvoval v Praze na gymnáziu Voděradská. V letech 1973 až 1978 studoval obory technická kybernetika a řídící technika na Elektrotechnické fakultě ČVUT v Praze. Po dobu 30 let pedagogicky působil na strojní fakultě ČVUT v Ústavu přístrojové a řídicí techniky, odboru elektrotechniky. V současnosti (rok 2023) vykonává prof. Ing. Jaromír Volf, DrSc. funkci vedoucího Katedry elektrotechniky a automatizace na Technické fakultě České zemědělské univerzity v Praze.

## Hlavní profesní a vědecké zaměření
Měřicí technika, senzorová technika, elektrotechnika, elektronika; mikroprocesorové a řídicí systémy; automatizace, biomechanika; senzory a snímače pro automatizaci, robotizaci, medicínu a biomechaniku; taktilní snímače a metody rozpoznávání taktilní informace.

## Působení ve sdruženích a organizacích
- IMEKO: Více-prezident; člen generální rady, člen mezinárodního výboru IMEKO TC-17, předseda národního výboru IMEKO;[4][p. 1]
- předseda Českého svazu vědeckotechnických společností (ČSVTS);[4]
- člen kolegia děkana a vědecké rady Technické fakulty (TF) České zemědělské univerzity v Praze (ČZU);[4]
- člen oborové rady Elektronika FEL ČVUT a Energetika Technické fakulty (TF) České zemědělské univerzity v Praze (ČZU);[4]
- člen poradního sboru předsedkyně Energetického regulačního úřadu (ERU).[4]

## Publikační činnost
- MAIXNER, Ladislav a kolektiv (VOLF, Jaromír; TERSCH, Pavel; ŠVANDOVÁ MARŠÁLKOVÁ, Lenka). Vědci, vynálezci a podnikatelé v českých zemích. Svazek první. Marků, Diviš, Veverkové, Ressel, Perner. Praha: Jonathan Livingston, s.r.o., 2016. 215 stran. ISBN 978-80-7551-030-3.
- KRAUS, Ivo; ŠOLCOVÁ, Alena a VOLF, Jaromír. Vědci, vynálezci a podnikatelé v českých zemích. Svazek pátý. Gerstner, Bolzano, Božek, Purkyně, Hlávka. Praha: Jonathan Livingston, s.r.o., 2018. 205 stran. ISBN 978-80-7551-096-9.